# Chính trị toàn cầu
Chính trị toàn cầu là một nguyên tắc nghiên cứu các mô hình chính trị và kinh tế của thế giới. Nó nghiên cứu các mối quan hệ giữa các thành phố, quốc gia dân tộc, các tập đoàn đa quốc gia, các tổ chức phi chính phủ và tổ chức quốc tế.
Có lập luận cho rằng chính trị toàn cầu cần được phân biệt với các lĩnh vực chính trị quốc tế, tìm kiếm để hiểu các mối quan hệ chính trị giữa các quốc gia, và do đó có một phạm vi hẹp hơn. Tương tự như vậy, quan hệ quốc tế, mà tìm để hiểu các mối quan hệ kinh tế và chính trị chung giữa các quốc gia, là một lĩnh vực hẹp hơn so với chính trị toàn cầu.